# Faunis menado
Faunis menado är en fjärilsart som beskrevs av Hewutson 1863. Faunis menado ingår i släktet Faunis och familjen praktfjärilar. Inga underarter finns listade i Catalogue of Life.

## Bildgalleri

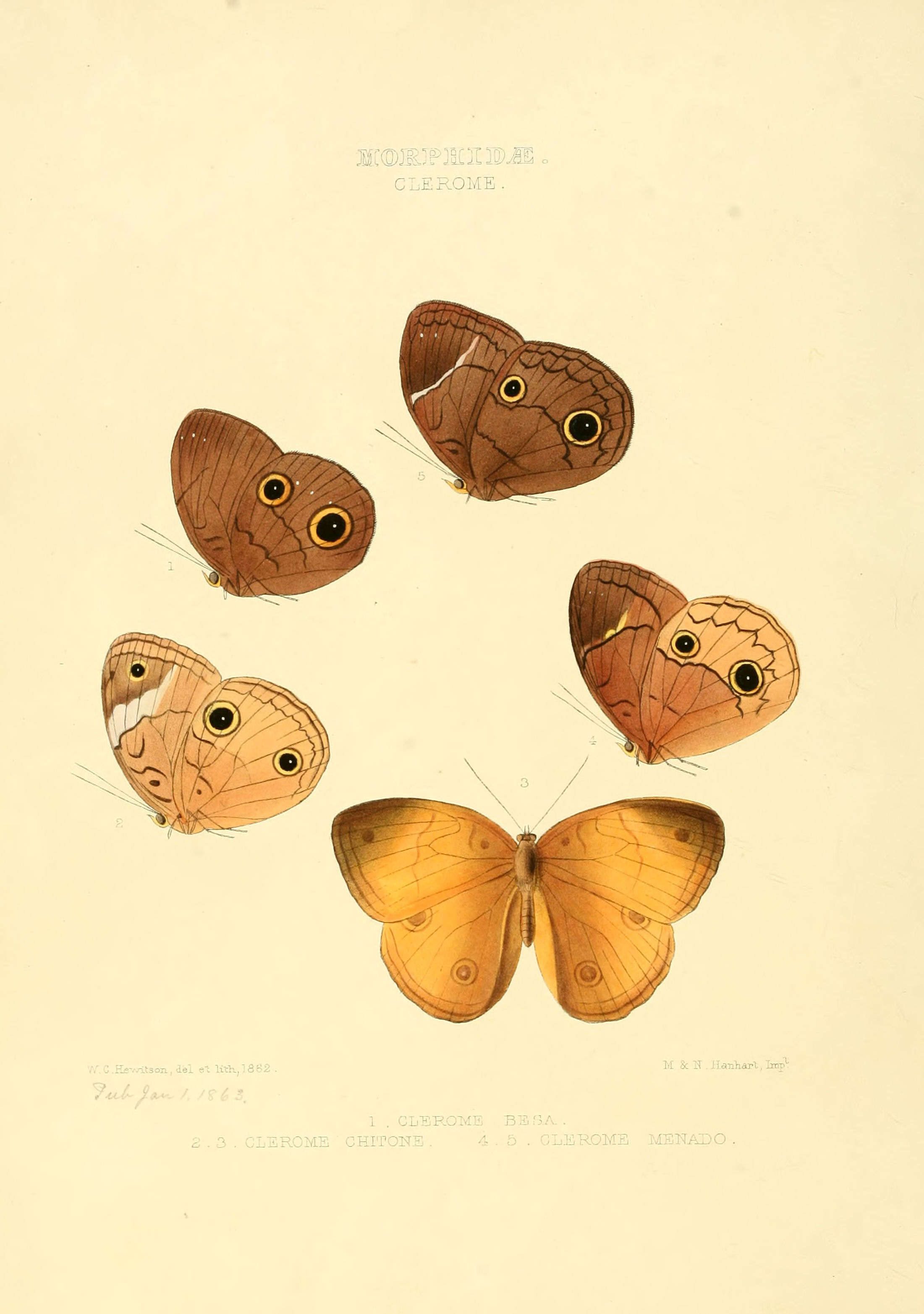